# Rode ribes
De rode ribes (Ribes sanguineum) is een plant uit de ribesfamilie (Grossulariaceae). De plant komt van nature voor aan de Amerikaanse westkust. De bloedrode bloemen verspreiden een kenmerkende geur.
Een verwante Ribes-soort is de aalbes of rode bes (Ribes rubrum), met rubrum = 'rood' vanwege de rode vruchten en niet de bloemen.
Heinrich Witte spreekt in zijn Flora uit 1868 van de "bloedroode Aalbes", die in 1817 naar Europa werd overgebracht. Witte meldt dat er een achttal variëteiten in omloop zijn, waaronder enkele dubbelbloemige en een bontbladige. Hij beschouwt de Ribes sanguineum albidum (de witachtige) als een van de fraaiste. De bloemen zijn grotendeels wit, met een rooskleurige gloed, die binnen in de bloem in rose overgaat. Zowel de bloemtrossen als de bloemen zijn groter dan die van de rode.

## Cultivars

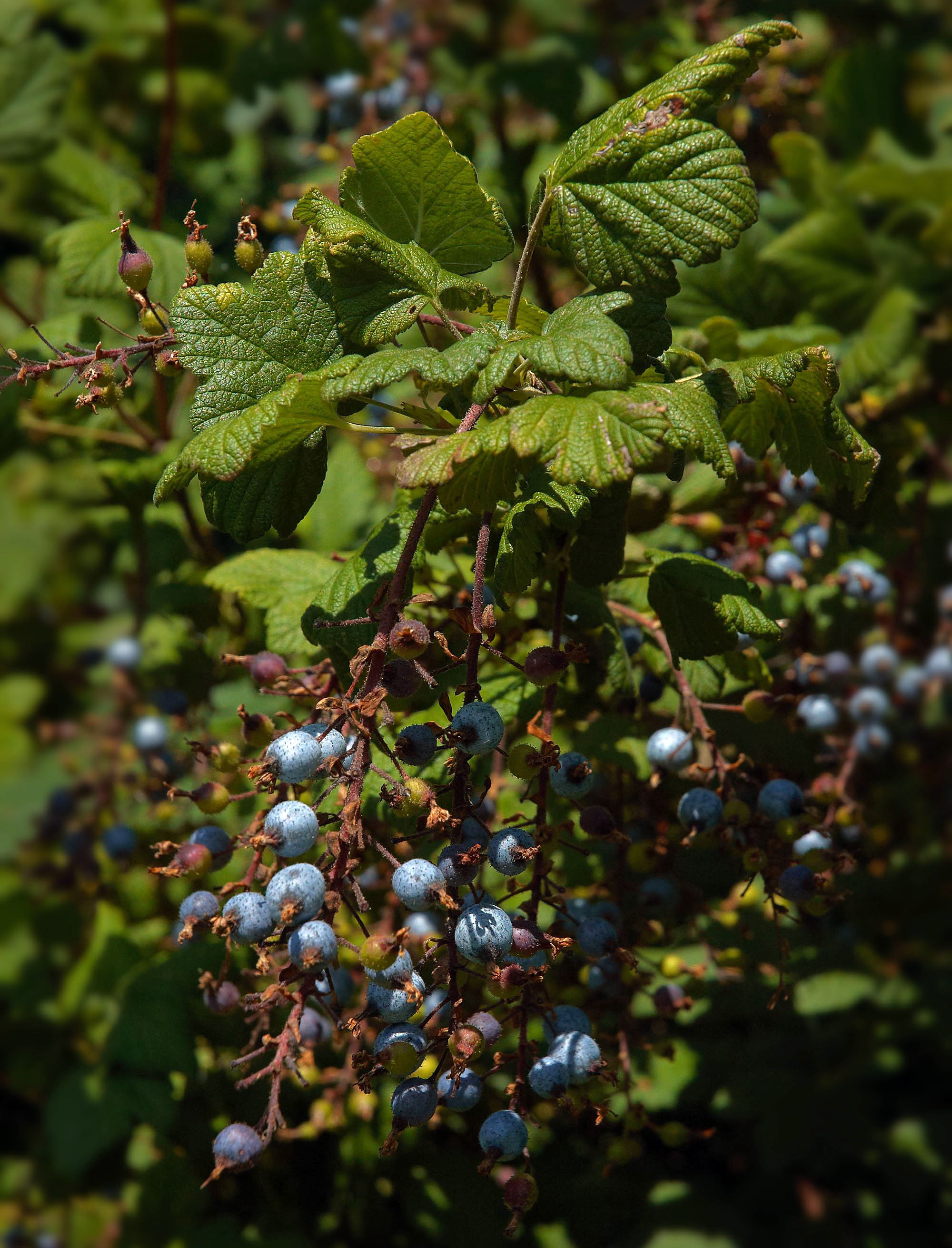
Bessen

- R. sanguineum 'King Edward VII' met rode bloemen
- R. sanguineum 'Pulborough Scarlet' met rode bloemen
- R. sanguineum 'White Icicle' met witte bloemen

## Voetnoten
1. ↑  Witte, H. (1868) –  Flora: Afbeeldingen en beschrijvingen van boomen, heesters, éénjarige planten, enz., voorkomende in de Nederlandsche tuinen, 40. Ribes sanguineum.

... · 
R. alpinum (Alpenbes) · 
R. aureum (Gele ribes) · 
R. dikuscha ·
R. nidigrolaria (Jostabes) · 
R. nigrum (Zwarte bes) · 
R. rubrum (Aalbes) · 
R. sanguineum (Rode ribes) · 
R. spicatum (Noordse aalbes) · 
R. uva-crispa (Kruisbes) · 
...